# 太田川
太田川（おおたがわ）は、広島県を流れる一級河川太田川水系の本流。中流域は環境省の名水百選に選定されている。

## 名称の由来
もともと上流域では現在の安芸太田町の一帯が太田郷と呼ばれていたことから「太田川」と呼ばれていたのに対し、下流域では佐東郡（1664年に沼田郡に改称）の名から「佐東川」と呼ばれていた。その後、近世になってしだいに佐東川の名が消え「太田川」の名に統一されていったという。
太田郷の「おおた」の名は、安芸国最大の沖積平野が広がっていたことで、大きな田が作られていたことからだと言われている。

## 地理
広島県廿日市市の冠山を源流とし、柴木川、筒賀川、滝山川、水内川等を合わせる。可部付近では大毛寺川（おおもじがわ）、三篠川、根谷川が合流する。高瀬堰下流で旧流路であった古川を分流・合流して広島市に至る。大半の支流は河口（広島デルタ）からみて北から北西に源を持つが、三篠川は北東から流れ込んでいる。市内で太田川放水路と旧太田川に分流、その後旧太田川は更に天満川、京橋川、元安川、猿猴川（えんこうがわ）に分流、広島デルタを形成し瀬戸内海に注ぐ。上流部は急峻な地形であり、水力発電所が多い。滝山川・柴木川上流は渓谷を形成し、三段峡・滝山峡等があり西中国山地国定公園に指定されている。中流部（安芸太田町）付近は蛇行部が多く、可部付近で流路を東から南へ変える。下流部は中国地方最大の都市である広島市を抱え、流域内の人口は中国地方の河川では最も多い。

### 流域の自治体
太田川水系は広島県の西部を流域としており、廿日市市の北部、山県郡安芸太田町、北広島町に本流および支流の源があり、加計から可部にかけて合流し広島市へと流れている。いわゆる広島都市圏（県西部）に相当する地域である。広島県の他の地域である備北圏域（県北東部）は江の川水域であり、備後圏域（県東部）は沼田川・芦田川・高梁川水系である。
広島県
廿日市市、山県郡安芸太田町、山県郡北広島町、安芸高田市、東広島市、広島市（安佐北区、佐伯区、安佐南区、西区、中区、東区、南区）

## 太田川開発史

### デルタ拡大と広島の発展
太田川の下流域は日本でも有数の三角州地帯を形成しており、上流から流下してきた土砂が堆積し広島平野を形成していった。中世安芸太田町（旧戸河内町）を境に上流部を太田郷に因んで「太田川」、下流部を佐東郡に因んで「佐東川」と呼称していた。その後水運の発達で加計より舟運航路が整備され河川の統一呼称が必要となり、1792年（寛政4年）に現在の「太田川」に呼称が統一された。
太田川流域の開発は、下流部の干拓工事より始まる。中国7ヶ国（安芸・備後・周防・長門・石見・出雲・備中）を制圧した毛利元就の嫡孫・毛利輝元は鎌倉以来毛利氏代々の本拠であった吉田郡山城（安芸高田市）から佐東郡五ヶ郷の太田川河口部に新城郭を築造し本拠とした。1589年（天正17年）より10年を掛けて建設された広島城は豊臣秀吉の大坂城・聚楽第を参考に建設された城郭で、太田川を天然の水濠とした要塞であった。だが、土地は低湿地帯にあって普請奉行である穂井田元清（元就四男）らは埋立て工事に苦心している。鍬入れ式（現在の起工式に当たる）の頃に「広島」の地名が定まったと言われている。
広島城完成の翌年1600年（慶長5年）、関ヶ原の戦いが勃発した。五大老の一員で西国の旗頭でもあった輝元は奉行・石田三成の要請を受け大坂城に入城、西軍総大将に就き徳川家康に敵対した。義兄弟の契りを結んでいた筈の輝元が敵対したことに対する家康の怒りは激しく、全領地没収を考慮したが東軍に内応した吉川広家（輝元の従兄弟）の必死の嘆願により改易は免れた。だが周防・長門2ヶ国に減封され完成したばかりの広島城を明け渡す羽目に陥った。
毛利氏の後には関ヶ原で東軍の先鋒として戦功著しかった福島正則が安芸・備後49万8000石の太守として入封した。正則も太田川三角州の整備と干拓を推進したが、城下を横断する城北川の締切と築堤を行い広島城下の整備と洪水対策を実施したが、1617年（元和3年）太田川が氾濫し広島城が破損した。城郭の無断修築は武家諸法度違反に当たるため、正則は本多正純を通じて修築願を出すが幕府からの沙汰がなく、痺れを切らした正則は独断で修築を開始した。これが幕府の忌諱に触れ、2代将軍・徳川秀忠は信濃高井野4万石への大幅な減転封を命じた。背景には外様大名に対する幕府の抑制策の格好の標的として、豊臣氏に極めて恩顧の情が厚かった正則を除く為に広島城修築許可を出さなかったとも言われている。福島氏改易後は紀伊和歌山より浅野長晟が42万石で入封、広島藩主となった。以後浅野氏が幕末までこの地を支配することになる。

### 広島藩政下での治水・利水
広島藩は木綿等の特産物を有していたが、鉄も有力な特産物であった。太田川上流部は砂鉄の有力な生産地で、「鉄山役高1万3千石」として藩政初期の貴重な財源であった。当時の砂鉄採取は「鉄穴（かんな）流し」と呼ばれる古典的方式であった。だがこの方式は下流に大量の土砂を排出するため堆砂が進行し水害の遠因ともなった。
広島藩も太田川の治水、特に城下町からの洪水防御には注力し「石枠」・「水制」といった護岸工事を元安川沿岸に建設した。特に旧太田川（本川）・京橋川分流点に建設された「一本木鼻の水制」は大規模なもので、現在でも保存されている。また、デルタ地帯の干拓は新田開発の奨励に伴い更に進められ、1785年（享保20年）には干拓に伴い671haの新田検地が行われている。こうしたデルタ地帯の開拓は明治期まで進み、太田川・元安川・京橋川・猿猴川・天満川・山手川・福島川の7河川が形成された。
こうした新田開発に伴い灌漑用水の整備も行われるようになった。安北郡小田庄庄屋であった丸子市郎兵衛は太田川から用水を開鑿して安定した水運用を計画した。その子・丸子市兵衛は父の計画を実行に移す為藩庁に許可願いを申請したが認可が下りず、7年後の1655年（明暦元年）より開鑿が始まった。口田村の友竹瀬尻山地点（現・広島市安佐北区）に高瀬井堰を設け、そこより幅2m・全長42kmに及ぶ用水路を建設した。この小田定用水は3年の歳月を掛けて1657年（明暦3年）に完成し流域を潤したが市兵衛は死を覚悟しながら事業を進め、弘住神社境内に首棚を設置し事業失敗時には自刎した首を乗せるように命じたという。
一方1767年（享保3年）には西原村の庄屋である嘉兵衛が用水路計画を立ち上げ、翌1768年（享保4年）4月より工事を開始した。この八木用水は実に25日間という極めて短時間で開鑿が為されたものである。現在は施設が改廃された部分があるものの、両用水路とも現役で供用されている。

### 明治から昭和初期にかけての河川事業
明治時代以降の太田川の河川開発であるが、明治時代は1898年（明治31年）に太田川を水源に広島市上水道事業が開始され、日本で5都市目の近代水道事業が施工された以外は目立った事業は施工されなかったが、甚大な被害を齎した水害も起きなかった。だが大正時代から昭和時代初頭にかけて1917年（大正8年）・1924年（大正13年）・1928年（昭和3年）・1934年（昭和9年）と太田川が氾濫、洪水を起こし、河川改修の必要性が住民から叫ばれるようになった。
1932年（昭和7年）に内務省は太田川河水改修事業計画を立案。この中で太田川7河川の内西側の山手川・福島川の2河川を利用した太田川放水路開鑿が計画された。
だが治水事業は折からの戦争激化に伴い予算が縮小され、1944年（昭和19年）には放水路建設は中断された。この間広島市は1942年（昭和17年）の周防灘台風で1,159戸が高潮で全壊。1943年（昭和18年）には梅雨前線豪雨（6月）と台風26号（9月）が連続して襲来。特に9月の台風は過去最高の出水を記録し11,545戸が浸水、更に海岸部では高潮により船舶の沈没・流失が16,128隻という甚大な被害を与えた。更に1945年（昭和20年）8月、人類史上最悪の戦争被害・原爆投下があり翌9月には枕崎台風が襲い広島県内だけで2,012人が死亡する等、相次いで災害・戦災が襲い広島市は壊滅に等しい被害を受けた。
日本では明治に入り発電所が作られ始め、明治20年代（1888-1897）には各地で出力5キロワットから750キロワットの水力発電所がつくられた。広島県における水力発電所は1899年（明治32年）の黒瀬川の広発電所（750キロワット）が初のものである。なお中国電力管内で稼働中の最古の発電所は1907年（明治40年）に発電を開始した八幡川の河内発電所（200キロワット）である。
太田川水系における水力発電は、1902年（明治35年）に山県郡加計町で支流丁川（よおろがわ）で始まった水力発電（5キロワット）が初めてのもので、次いで1912年（明治45年）7月8日には当時としては大規模な（2,100キロワット）の亀山発電所（昭和48年廃止）が竣工した。1925年（大正14年）には出力24,500キロワットのダム水路式の間野平（まのひら）発電所が竣工し、1935年（昭和10年）には滝山川に王泊ダムが、1939年（昭和14年）には太田川本川に立岩ダム（打梨発電所、23,600kW）が完成した。特に立岩ダムは戦前では7番目に堤高が高いダムであり、太田川水系の電源開発は広島が軍事都市であったこともあり急速に進められた。1944年までに他5ヶ所の水力発電所が建設された。1944年（昭和19年）の総出力は103,500キロワットで現在（平成13年）の純水力発電の40%ほどであった。

### 第2次世界大戦以降の河川事業
相次ぐ豪雨・台風災害と原爆投下によって再起不能に限りなく近い打撃を受けた広島市であったが、市民は挫けることなく再起に向けて歩みを始めた。こうした中で建設が中断していた太田川放水路は1946年（昭和21年）に建設再開に向けた準備を始めた。これには「太田川治水期成同盟会」を結成した広島市民による再開要望があったためである。だが、直ちに工事再開が行われた訳では無かった。移転を余儀なくされる広島市民の中には放水路建設事業に反対する意見もあったからである。
そもそも放水路建設が計画された背景には旧日本陸軍・海軍の強力な要望もあった。軍の影響力が極めて強かった戦前では用地取得もほぼ強制的に行われ、移転に対する対価＝補償は到底住民の満足する物ではなく、軍の強制による移転には納得できないという理由から、建設再開に反対する動きが活発化した。また、放水路建設よりも広島市全体の復興が先決であるとの意見もあり、建設に対する賛否両論が渦巻き建設省（現国土交通省中国地方整備局）による調停は1951年（昭和26年）まで5年も掛かった。だが結局は建設再開に落ち着き、開鑿は再開された。
1961年（昭和36年）からは放水路の洪水調節機能を左右する要となる可動堰の建設が太田川・放水路分流点で始まり、放水路起点には祇園水門、太田川には大芝水門が建設された。こうした施設の建設も進み、1965年（昭和40年）通水に成功し周辺施設整備も含め事業開始から36年目の1967年（昭和42年）に全て完成した。放水路の完成以後も幾度か豪雨が流域を襲ったが、広島市中心部は水害の被害をほとんど免れており、現在でもその洪水調節機能を遺憾なく発揮し100万都市を水害から守っている。
水力発電では、戦後復旧と電化時代到来とともに昭和30年代には54,500キロワットの滝山川発電所の他4ヶ所の水力発電所が建設され、昭和51年には太田川水系では最大620,000キロワットの南原発電所が竣工した。2012年の時点で15ヶ所の水力発電所が稼働しており、総出力は875,800キロワットであり、これは中国地方の最大需要電力の7.3%に相当する。広島県の2010年の総電力需要の推計値は27493メガkWhで、875,800kWの出力による年間供給電力（理論値）は28%に相当する。参考までに島根原子力発電所の2号機の定格出力は820,000キロワット、計画中の上関原子力発電所の1原子炉の定格出力は1,373,000キロワットである。ただし出力が最大である620,000キロワットの南原発電所は揚水式であり、島根原子力発電所他の余剰電力に依存している。

### 治水整備の進展～下流から上流へ～
放水路完成により放水路が太田川本川となり、旧流路は旧太田川と呼称が変更となった。又7本あったデルタ地帯の河川も6本（太田川放水路・旧太田川・元安川・天満川・京橋川・猿猴川）と成った。1965年、太田川水系は一級水系に指定され、河口から21.5km地点までの太田川本川と旧太田川・元安川・天満川は建設省直轄管理河川となった。
一方海岸地帯の高潮対策であるが、周防灘台風（1942年）・台風26号（1943年）が戦前では最大の高潮被害を与えたが、戦後もルース台風や洞爺丸台風等で宇品港等沿岸地帯は高潮被害を受けた。建設省や広島県・広島市等は1959年（昭和34年）の伊勢湾台風を機に低地高潮対策の必要性を鑑み、1969年（昭和44年）より「広島湾高潮対策事業」を共同で着手した。高潮堤・河川堤防の築堤や嵩上げが主なものであるが、太田川・旧太田川・元安川・天満川は建設省直轄事業、京橋川・猿猴川は広島県補助事業としてそれぞれ実施された。この高潮対策事業は現在でも進行中である。
こうして下流部の治水事業は整備が進行したが、上流部の治水整備は手付かずに近い状態であった。この中で1972年（昭和47年）7月に発生した梅雨前線豪雨（昭和47年7月豪雨）は上流部に甚大な被害を与えた。これを受け建設省は太田川本流73.8km地点（山県郡安芸太田町〔旧山県郡戸河内町〕）と滝山川（太田川合流点より4.9km上流）までを直轄管理区間に拡大、築堤や護岸整備等で未改修地点を改良する一方、1975年（昭和50年）に「太田川水系工事実施基本計画」を改訂しこの中で従来までは計画に盛り込まれなかった多目的ダムによる洪水調節が事業に組み込まれた。
こうして滝山川上流部に太田川水系初の多目的ダムである温井ダムが1977年（昭和52年）より計画され、反対運動等の試練を乗り越え地域住民の納得を受けて2002年（平成14年）3月に完成した。ダムは観光拠点として賑わう一方、2005年（平成17年）の豪雨においても放水路等との連携により流域での水害を防いだ。

### 利水と発電～分水嶺を越えて～
利水に関しては、戦前・戦後を通して広島市は人口が増加の一途を辿り、中国地方最大の都市に成長した。だが、人口の増加は水需要の逼迫を生んだ。既に広島市は1898年（明治31年）に近代水道事業の整備を済ませていたが、人口の急増に整備拡張が追い付かなかった。これに加え瀬戸内海気候であるが故に水不足が頻発する地域でもあった。このために総合的な水資源施設整備が急がれた。
建設省は広島市・呉市・竹原市及び島嶼部（現在の江田島市等）への上水道供給のために太田川のみならず中国最大の大河・「中国太郎」江の川からも水源を確保する方針を立てた。これにより建設されたのが江の川本川の土師ダムで、土師ダムから中国山地を貫く導水トンネルで中国電力・可部発電所に送水。送水した水は太田川へ放流し取水することになった。取水地点に選定されたのは小田定用水の取水口である高瀬井堰の直上流部分であった。建設省は固定堰である井堰を可動堰に改造する計画を1970年（昭和45年）に着手した。これが高瀬堰であり、土師ダムと共に1975年完成した。これにより広島県南部地域の水源として、上水道・工業用水・灌漑用水の供給を行い地域の水需要に応えている。
水力発電に関しては戦後も太田川上流域にダム式発電所の建設が中国電力によって進められた。1957年（昭和32年）柴木川に樽床ダム（柴木川第1発電所、24,000kW）、1959年には王泊ダム嵩上げによる発電能力増強（滝山川発電所、51.500kW）が相次いで建設されたが、電力需要の増加に伴い1971年（昭和46年）には南原発電所の建設が開始されている。これは南原川とその支流の明神川に南原ダムと明神ダムを建設、両ダムによってできた貯水池を利用して揚水発電を行うもので1976年（昭和51年）7月に完成した。この南原発電所は最大出力620,000kWと中国地方の水力発電所は俣野川発電所（鳥取県・岡山県）の1,200,000kWに次ぐ規模である。
1975年には可部発電所（38,000kW）が建設されたが、これは土師ダムより江の川の水を導水した水の一部を使い発電を行うものである。可部発電所は水需要の確保においても極めて重要な位置を占めるが、放流した発電用水を逆調整するために高瀬堰も利用している。中国電力の太田川水系における発電所は利水や治水に関しても連携した対応を行っており、太田川発電所の放流水は八木用水の水源として利用されている他、王泊ダムは下流の温井ダムと連携して2005年の水害において洪水調節に威力を発揮している。

### その後の太田川
太田川水系では現在新規で事業が行われている治水・利水施設はない。他の水系に見られるような公共事業見直しに絡む問題は三篠川の左支川である関川に広島県が計画していた補助治水ダム事業・「関川治水ダム計画」（重力式コンクリートダム。堤高62.0m）が建設中止となっている。また、1975年の「太田川水系工事実施基本計画」において温井ダムと共に事業計画が為されていた太田川本川の「吉和郷ダム」（旧・戸河内町大字吉和郷付近に予定）は、その後計画自体が立ち消えとなってしまっている。理由は不詳であり型式などダムの基本情報も不明である。開発と自然保護の関わりについては、高瀬堰の魚類影響調査が現在進行形で検討を行っている。

## 支流

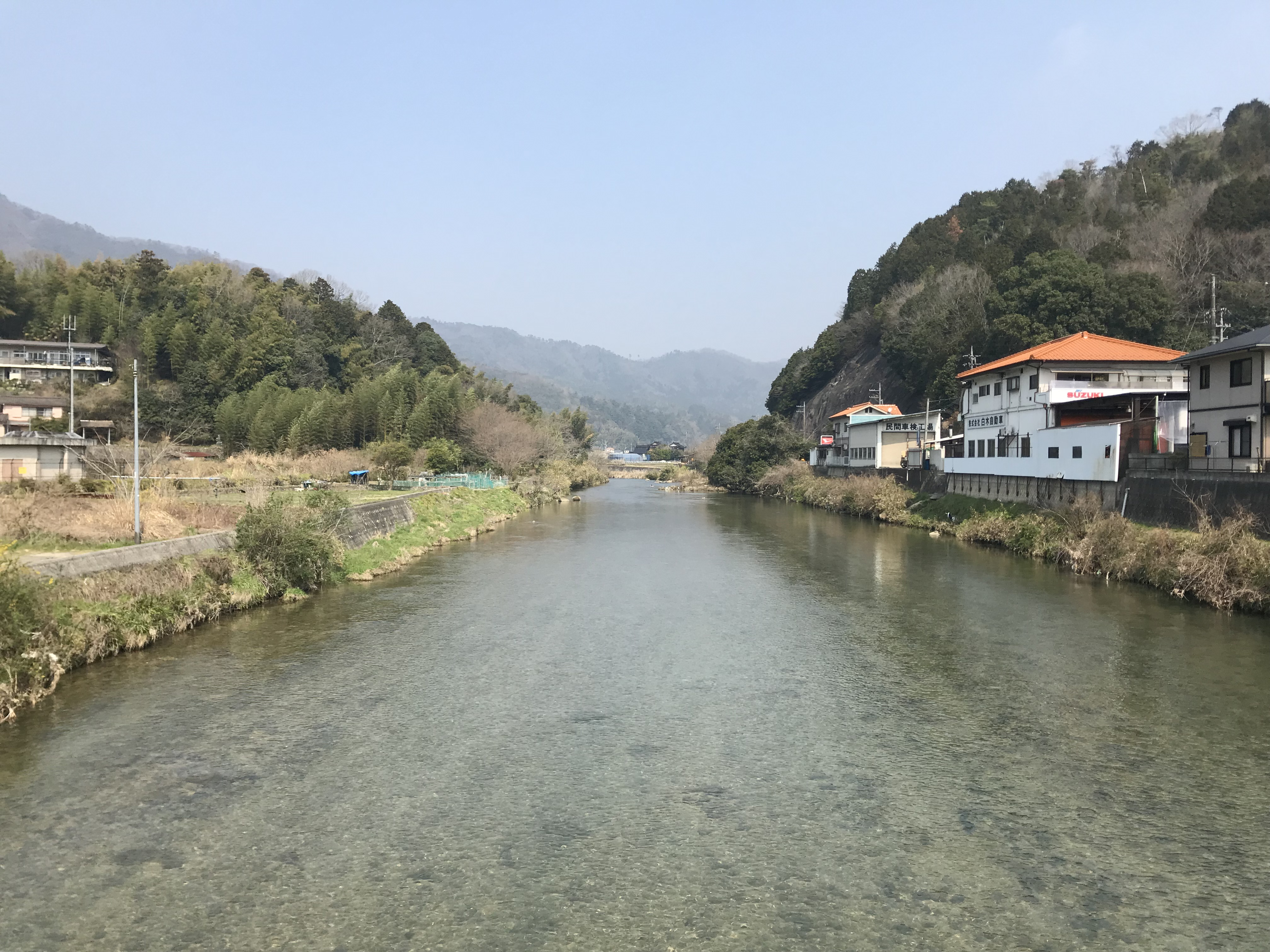
志和口駅付近の三篠川

1）支流
- 柴木川－三段峡
- 筒賀川
- 滝山川
- 丁川
- 水内川
- 西宗川
- 高山川
- 小河内川
- 吉山川
- 鈴張川
- 根谷川－南原川・桐原川
- 三篠川
- 古川
- 安川
- 山本川－東山本川・西山本川

2）分流
- 旧太田川
  - 京橋川
    - 猿猴川－府中大川

  - 天満川
  - 元安川

3）本流
- 太田川放水路

## 太田川水系の河川施設
太田川水系における河川開発は、明治末より始まった水力発電に遡る。現在では中国電力株式会社によって太田川本川を始め主要な支川である滝山川・柴木川等に発電専用ダムが建設された。特に南原川流域には中国地方の水力発電施設では2番目の最大出力を誇る南原発電所（南原ダム・明神ダム）が建設されている。
治水・利水施設については江戸時代に八木用水や小田定用水が開鑿されたが、小田定用水の取水口である高瀬井堰が建設された程度であった。治水では昭和初期に太田川放水路の建設が開始され完成後は太田川本川となった。利水では高瀬井堰を改築して高瀬堰が建設された他、特定多目的ダムとして滝山川に温井ダムが建設された。特定多目的ダム法に基づく施設はこの2施設だけである。尚、広島市等の水源確保を行うため江の川からも導水されており、水系の利水を考える上で土師ダムの存在を欠かすことは出来ない。
他の水系と大きく異なるのは、水系内で農林水産省による「国営土地改良事業」が行われていないことであり、これにより太田川水系では農林水産省直轄ダムが1つも建設されていない。

### 河川施設
| 一次 支川名 （本川） | 二次 支川名 | 三次 支川名 | ダム名     | 堤高 (m) | 総貯水 容量 (千m3) | 型式         | 事業者     | 備考             |
| -------------------- | ----------- | ----------- | ---------- | -------- | ------------------ | ------------ | ---------- | ---------------- |
| 太田川               | －          | －          | 立岩ダム   | 67.4     | 17,200             | 重力式       | 中国電力   | 土木遺産         |
| 太田川               | －          | －          | 鱒溜ダム   | 19.2     | 455                | 重力式       | 中国電力   |                  |
| 太田川               | －          | －          | 高瀬堰     | 5.5      | 1,980              | 可動堰       | 国土交通省 | 旧高瀬井堰       |
| 太田川               | －          | －          | 祇園水門   | －       | －                 | 可動堰       | 国土交通省 | 太田川放水路     |
| 柴木川               | －          | －          | 樽床ダム   | 42.0     | 20,600             | 重力式       | 中国電力   |                  |
| 柴木川               | －          | －          | 柴木川ダム | 15.5     | 231                | 重力式       | 中国電力   |                  |
| 滝山川               | －          | －          | 王泊ダム   | 74.0     | 31,100             | 重力式       | 中国電力   |                  |
| 滝山川               | －          | －          | 温井ダム   | 156.0    | 82,000             | アーチ式     | 国土交通省 | 堤高西日本一     |
| 滝山川               | －          | －          | 滝本ダム   | 14.7     | 270                | 重力式       | 中国電力   | 小堰堤           |
| 高山川               | －          | －          | 宇賀ダム   | 31.5     | 903                | 重力式       | 中国電力   |                  |
| 根谷川               | 南原川      | －          | 南原ダム   | 85.5     | 5,568              | ロックフィル | 中国電力   | 南原発電所の下池 |
| 根谷川               | 南原川      | 明神川      | 明神ダム   | 88.5     | 6,145              | ロックフィル | 中国電力   | 南原発電所の上池 |
| 旧太田川             | －          | －          | 大芝水門   | －       | －                 | 可動堰       | 国土交通省 |                  |

### 水系外の関連河川施設
| 一次 支川名 （本川） | 二次 支川名 | 三次 支川名 | ダム名   | 堤高 (m) | 総貯水 容量 (千m3) | 型式   | 事業者     | 備考 |
| -------------------- | ----------- | ----------- | -------- | -------- | ------------------ | ------ | ---------- | ---- |
| 江の川               | －          | －          | 土師ダム | 50.0     | 47,300             | 重力式 | 国土交通省 |      |

### 水力発電所
太田川水系では1902年（明治35年）以降、大小様々な水力発電所が建設されてきた。1951年の中国電力発足に伴い既存の施設の大半は中国電力の所有となった。以下の水力発電所は中国電力の管轄にある（またはあった）水力発電所である。所在地の内で町と表示があるものは山県郡、区と表示があるものは広島市である。
昭和50年に発電を開始した可部発電所は地理的には太田川水系内にあるが、水源は江の川の土師ダムからのものである。
| 発電所名           | 位置               | 発電開始           | 形式               | 使用水量（m3/s） | 落差（m） | 出力（kW） | 備考                                        |
| ------------------ | ------------------ | ------------------ | ------------------ | ---------------- | --------- | ---------- | ------------------------------------------- |
| 亀山発電所         | 安佐北区           | 明治45年（1912年） | 水路式             | 28.00            | 13.57     | 2,100      | 昭和48年（1973年）に廃止                    |
| 間野平発電所       | 安佐北区           | 大正14年（1925年） | 水路式/ダム水路式  | 25.00            | 46.10     | 24,500     | および33m3/53.1m                            |
| 加計発電所         | 安芸太田町         | 昭和5年（1930年）  | 水路式             | 8.90             | 216.80    | 16,400     |                                             |
| 下山発電所         | 北広島町           | 昭和9年（1934年）  | 水路式             | 14.32            | 85.50     | 10,000     |                                             |
| 土居発電所         | 安芸太田町         | 昭和13年（1938年） | ダム水路式         | 7.60             | 129.60    | 8,000      | 立岩ダムより                                |
| 打梨発電所         | 安芸太田町         | 昭和14年（1939年） | ダム水路式         | 24.00            | 115.24    | 23,600     | 立岩ダムより                                |
| 吉ヶ瀬発電所       | 安芸太田町         | 昭和19年（1944年） | 水路式             | 20.00            | 114.08    | 18,900     |                                             |
| 安野発電所         | 安芸太田町         | 昭和21年（1946年） | 水路式             | 14.15            | 64.78     | 13,600     | および11m3/64.71m                           |
| 柴木川第二発電所   | 安芸太田町         | 昭和30年（1955年） | ダム水路式         | 10.00            | 76.70     | 6,600      | 樽床ダムより                                |
| 柴木川第一発電所   | 安芸太田町         | 昭和32年（1957年） | ダム水路式         | 7.00             | 403.80    | 24,000     | 樽床ダムより                                |
| 滝山川発電所       | 安芸太田町         | 昭和34年（1959年） | ダム水路式         | 19.00            | 314.40    | 51,500     | 王泊ダムより                                |
| 滝本発電所         | 安芸太田町         | 昭和34年（1959年） | ダム式             | 16.00            | 16.80     | 2,000      | 王泊ダム                                    |
| 太田川発電所       | 安佐南区           | 昭和36年（1961年） | 水路式             | 50.00            | 39.12     | 16,400     |                                             |
| 可部発電所         | 安佐北区           | 昭和50年（1975年） | ダム水路式         | 22.00            | 199.00    | 38,000     | 江の川水系土師ダムより導水                  |
| 温井発電所         | 安芸太田町         | 平成13年（2001年） | ダム式             | 3.00             | 93.60     | 2,300      | 温井ダム                                    |
| 最大出力（純水力） | 最大出力（純水力） | 最大出力（純水力） | 最大出力（純水力） | 285              |           | 255,800    | 亀山発電所を除く、間野平と安野は2系統ずつ。 |
| 南原発電所         | 安佐北区           | 昭和51年（1976年） | 揚水式             | 254.00           | 294.00    | 620,000    | ピーク時対応                                |

以上の中国電力の発電所の他、明治より電力事業者以外により小規模発電所も建設されてきた。以下、発電開始年、施設名、出力、設置者
- 1902年（明治35年） 加計町の丁川の発電所 （5キロワット、廃止）[12]
- 1949年（昭和24年） 関川第一 （52キロワット、廃止）、広島市農協
- 1953年（昭和28年） 豊平発電所 （100キロワット） 広島市農協
- 1953年（昭和28年） 芸北発電所 （94キロワット、廃止） 広島市農協
- 1954年（昭和29年） 水内川第一 （170キロワット） 広島市農協
- 1954年（昭和29年） 志和掘発電所 （95キロワット） 志和堀電化組合
- 1959年（昭和34年） 吉和発電所 （450キロワット） 佐伯中央農協
- 1960年（昭和35年） 湯来発電所 （180キロワット、廃止） 広島市農協
- 1962年（昭和37年） 潜龍発電所 （95キロワット） 千代田農協
- 2003年（平成15年） 川小田発電所 （720キロワット） 芸北町

太田川水系以外のものを含めこのような小規模発電所は広島県内に30ヶ所ある。

## 太田川沿川の主な史跡・名勝・天然記念物
以下、下流（広島デルタ）から記載。（国=国指定、県=県指定、特=特別）、河川名の記述は支川のもの、記述の無いものは本流沿いである。

### 史跡・名勝
- 比治山貝塚 （県）
- 植田良背の墓 （県）
- 頼家の墓 （県）
- 頼山陽史跡資料館 （国）
- 平和記念公園 （国）
- 原爆ドーム （国）
- 広島城跡 （国）
- 縮景園 （国）
- 牛田の弥生文化時代墳墓 （県）
- 中小田古墳群 （国）
- 銀山城跡 （県）
- 西願寺山墳墓群 （県）
- 恵下山・山手遺跡群 （県）
- 木の宗山銅鐸銅剣出土地 （県） 三篠川
- 熊谷氏の遺跡 （県） 根谷川
- 地蔵河原一里塚 （県） 根谷川
- 湯之山旧湯治場 （県） 水内川
- 石ヶ谷峡 （県） 水内川
- 下筒賀の社倉 （県）
- 吉水園 （県）
- 三段峡 （国、特） 柴木川

### 天然記念物
- 新庄の宮の社叢 （県）
- 長束の蓬華松 （県）
- 東野のモッコク （県）
- 正伝寺のクロガネモチ （県） 安川
- 吉水園のモリアオガエル （県）
- 筒賀のイチョウ （県） 筒賀川
- 洗川の谷渡り台杉 （県） 柴木川
- 梶ノ木の大スギ （県） 柴木川
- 押ヶ峠断層帯 （県）
- 冠高原のレンゲツツジ大群落 （県）
- オオサンショウウオ （国、特）

## 過去の災害
- 1972年7月11日 - 集中豪雨により根谷川の堤防が可部町内で決壊[18]。